# Магомедов, Курбан Гаджикурбанович
Курбан Гаджикурбанович Магомедов (род. 19 июля 1991, Махачкала, Дагестанская АССР) — российский самбист, призёр чемпионатов России по боевому самбо, чемпион Европы, мастер спорта России.

## Спортивные достижения
- Чемпионат России по боевому самбо 2012 года — ;
- Чемпионат России по боевому самбо 2014 года — ;
- Чемпионат России по боевому самбо 2015 года — ;
- Чемпионат России по боевому самбо 2016 года — ;
- Чемпионат России по боевому самбо 2017 года — ;
- Чемпионат России по самбо 2019 года — ;